# Waldeckia scrupulosa
Waldeckia scrupulosa is een vlokreeftensoort uit de familie van de Lysianassidae. De wetenschappelijke naam van de soort is voor het eerst geldig gepubliceerd in 1986 door Mateus & Mateus.